# Антіпатер Бострійський
Антипатр Бострський (грец. Ἀντίπατρος; Бостра, 5 століття — 5 століття) — візантійський архієпископ, архієпископ Бостри.
Антипатр був обраний митрополитом столиці римської провінції Аравії після 451 року, в якому відзначався Халкедонський собор, в якому брав участь Костянтин, його ймовірний попередник на кафедрі Бостри.
Вперше це задокументовано в 457 році, коли імператор Лев I Фракійський проконсультувався з ним у листі щодо авторитету постанов Халкедонської ради. Наступного року він був одним із промоутерів звільнення з в'язниць Бостри царя сарацинів Теребона.
Головною його працею була «Антиресиса», в якій він гірко спростував «Апологію Орігену» Памфилу Кесарійському і Євсевію Кесарійському; збереглися окремі фрагменти цього твору, опубліковані в актах Нікейського собору 787 року та в деяких цитатах Івана Дамаскина.
Є також фрагменти його проповідей грецькою, вірменською та сирійською мовами, а також один латиною, але не всі з них можна з упевненістю віднести до Антипатра Бострського.

## Примітка
1. 1 2 3  Identifiants et Référentiels — ABES, 2011.
2. 1 2  Бібліотека Конгресу — Library of Congress.
3. ↑  Le Quien, Oriens christianus,vol. II, coll. 856-857.
4. 1 2  (Treccani).
5. 1 2 3  Niccoli, Antipatro di Bostra, Enciclopedia Italiana.
6. ↑  (Gharib, 610 та Gharib).